# 1195

## Събития
- 1 юли 1195 г. – Възвръщане на честните мощи на преп. Йоан Рилски чудотворец. Цар Асен тържествено ги пренесъл в столицата Търново.[1]